# 何塞·米格尔·戈麦斯
何塞·米格尔·戈麦斯（西班牙語：José Miguel Gómez y Gómez，1858年7月6日—1921年6月13日）是古巴独立战争领导人之一，第2任古巴总统，他的儿子米格尔·马里亚诺·戈麦斯在1936年当选为古巴总统。1858年，出生。1895年，参与革命。1909年，就任古巴总统。1920年，落选。1921年，病死于美国纽约，遗体被运回古巴哈瓦那科隆公墓安葬。